# Vodka Lemon
Vodka Lemon – film z 2003, wyreżyserowany przez kurdyjskiego reżysera Hinera Saleema.

## Opis fabuły
Historia opowiedziana w filmie osadzona jest w wiosce kurdyjskiej w Armenii, w której wciąż daje się odczuć ekonomiczne skutki upadku ZSRR. Hamo, kurdyjski wdowiec, wraz ze swoimi trzema synami codziennie odwiedza grób swojej zmarłej małżonki. Na cmentarzu spotyka Ninę, wdowę pracującą w miejscowym barze "Vodka Lemon". Oboje są bez grosza. Nawiązują się między nimi niespodziewane relacje, które sprawiają, że na nowo odżywają.

## Nagrody
- Nagroda San Marco jako "Najlepszy film" na Międzynarodowym Festiwalu Filmowym w Wenecji, 2003
- Nagroda Jury w kategoriach "Najlepszy film fabularny" oraz "Najlepszy aktor" na Newport Beach Film Festival, 2004
- Nagroda Główna, Nagroda Jury oraz nagroda za "Najlepsze zdjęcia" na Międzynarodowym Festiwalu Filmów Miłosnych w Mons, 2004
- nominacja do nagrody w kategorii "Najlepszy film 2003 roku" na Festiwalu Filmowym w Bangkoku, 2004

## Obsada
- Romen Avinian
- Lala Sarkissian
- Ivan Franek
- Ruzan Mesropyan
- Zahal Karielachvili
- Armen Marutyan
- Astrik Avaguian